# Rok (livre)
Pour les articles homonymes, voir ROK.
ROK, sous-titré De 1960 à nos jours, 50 Ans de musique électrifiée en Bretagne, est un livre publié en deux tomes.
Le tome 1, couvrant la période 1960-1989, paraît en novembre 2010 aux Éditions de Juillet et le tome 2, pour la période 1990-2013, le 15 mars 2013 aux éditions LADTK (Les Amis Du Tuchenn Kador).

## Présentation

### Tome 1: 1960/1989
Ce premier livre imposant (25 sur 30 cm, 340 pages) est le résultat de trois ans de travail par une trentaine d'auteurs, « dirigés » par Frank Darcel (ex-guitariste de Marquis de Sade) et Olivier Polard.
Richement illustré (plus de 50 photographes et une douzaine de graphistes sont crédités), cet ouvrage se veut avant tout un témoignage sur tout ce que la Bretagne (y compris la Loire-Atlantique), a connu en termes de « musique électrifiée » au cours des dernières décennies. Si le mot rok signifie rock en breton, il faut prendre ce mot dans son sens le plus large. Au hasard des pages, on rencontre, aux côtés d'artistes peu connus ou oubliés, les noms de Alan Stivell, Dan Ar Braz, Marquis de Sade et bien d'autres.
Loin de n'être qu'un catalogue d'artistes, le livre traite de nombreux thèmes connexes : les festivals (dont une brève histoire des Transmusicales), les disquaires, les radios libres ...
Les premiers exemplaires du livre étaient accompagnés d'un CD intitulé ROK sur lequel figurent 29 artistes concernés. Tiré à 3 000 exemplaires, il est épuisé en 8 mois.
Il obtient le prix Beau Livre par le Grand Prix du Livre 2011 Produit en Bretagne.

### Tome 2: 1990/2013
Ce second tome, dirigé par Frank Darcel, Olivier Polard et Laurent Charliot, encore plus important que son prédécesseur (25 x 30 cm, 480 pages, 3,3 kg), traitant de la période la plus récente et toujours bien illustré (plus de 150 photographes et 20 graphistes crédités), est logiquement la suite et fin du premier tome. Il a nécessité deux ans de préparation en amont et l’aide de 48 contributeurs. Il montre une nouvelle fois que, de Nantes à Brest, la Bretagne a une tradition de chant, de danse, de contestation et d’envie de partage, et ces 20 années sont particulièrement riches, quantitativement et qualitativement, grâce à la démocratisation des supports et du matériel et notamment à l’apparition de festivals qui comptent dans le paysage européen. 
Sur celui-ci, au hasard des pages, on raconte l'ascension des festivals bretons tels que le Festival des Vieilles Charrues et La Route du Rock, le retour d'une nouvelle vague Celte avec Denez Prigent et Red Cardell (mais ne parle pas de l'Héritage des Celtes) ou des portraits comme ceux de Bertrand Dupont, créateur du Manège à Lorient et de La Grande Boutique à Langonnet, Jean-Louis Brossard des Trans ou d'Alain Le Meur le responsable du label quimpérois Keltia musique spécialiste en France des musiques du monde celte.
La souscription permettait d’obtenir un double CD compil gratuitement. Il est édité en seulement 4 000 exemplaires. Il obtient le prix Beau Livre par le Grand Prix du Livre 2013 Produit en Bretagne.